# 僕の彼女は魔法使い
『僕の彼女は魔法使い』（ぼくの かのじょは まほうつかい）は、幸福の科学出版製作による2019年2月22日公開の実写日本映画。監督は清田英樹。

## 概要
幸福の科学の劇場映画としては第15作目。幸福の科学総裁の大川隆法が製作総指揮、千眼美子こと清水富美加の改名後の初主演作。幸福の科学出版製作となった。配給は日活、配給協力は東京テアトル。
2018年11月15日に製作発表、監督は清田英樹、上映公開日も公表される。また、千眼美子の歌唱によるイメージソングも公表される。
同年12月11日、予告編動画と追加キャストなどの情報が公開された。
2019年1月16日、本編映像と場面写真12点が公開となった。
同年2月13日、映画公開直前バレンタインイベントが東京のタワーレコード渋谷店で行われ、千眼美子が登壇した。

### 公開
2019年2月22日、日本国内210スクリーンで公開。初日の舞台挨拶は、シネマート新宿で行われる。
初日の舞台挨拶がシネマート新宿で行われた。千眼美子、梅崎快人、高杉亘、不破万作、清田英樹監督の5人が登壇し映画のエピソードなどを披露した。
同年2月25日、興行通信社による2月23日-24日の2日間の週末観客動員ランキングで第3位となった。
同年3月1日、大阪の「シネ・リーブル梅田」でも舞台あいさつが開催された。
同年3月4日、興行通信社による3月2日-3日の2日間の週末観客動員ランキングで第4位となった。
同年3月11日、興行通信社による3月9日-10日の2日間の週末観客動員ランキングで第6位となった。
同年3月18日、興行通信社による3月16日-17日の2日間の週末観客動員ランキングで第10位となった
同年9月12日より台湾でも公開上映され、台北市の他、桃園市・新竹市・台中市・台南市・高雄市の7か所の映画館で上映された。

## ストーリー
高校3年生のある日、竹中優一のクラスに転校生の白波風花が現れる。その時から、優一のまわりで不思議な現象が起きはじめる。実は風花は魔法使い。しかも世界で最後の“白魔術の継承者”だったのだ。優一は戸惑いながらも次第に心惹かれていく。しかし、ある事件をきっかけに突然、風花は姿を消してしまう。それから5年後、二人は偶然に再会を果たすが…それは時空を超えた“白魔術と黒魔術の戦い”の始まりだった。

## 登場人物・キャスト
白波 風花（しらなみ ふうか）
演 - 千眼美子
浜風学園に突然に転校してきた女子高校生。明るく天真爛漫な性格の少女。だが彼女の秘密は、魔女で世界でたった一人 生き残った「最後の白魔法使い」で、世界の人々を黒魔法から守るために、運命の人を見つけ出し一緒に戦う。
竹中 優一（たけなか ゆういち）
演 - 梅崎快人
浜風学園の男子高校生。数学・物理・化学にたけて、錬金術にも興味のある理系進学希望の学生で、真面目で何でも理詰めで考えていく性格だが、転校生・白波風花と運命的な出会いをするのち、不思議な魔法の世界に関わっていくことになる。
白波 愛花（しらなみ あいか）
演 - 佐伯日菜子
風花の母親で魔女。白魔法の魔法使いの一人であった。風花に神の愛を信じることの大切さを教えた。神の愛が白魔法の源泉だと伝えようとする。
黒川 百合子 （くろかわ ゆりこ）
演 - 春宮みずき
竹中優一の幼馴染であるが、優一に思いを伝えることができずに片思いをしている。これが原因で 黒魔法の魔王ヴェルヴァンに操られてしまう。操られた際、風花に変身して優一に最接近した。
偽の風花
演 - 千眼美子（一人二役）
大倉 譲治（おおくら じょうじ）
演 - 高杉亘
精神科医。
松田 貞治（まつだ さだはる）
演 - 日向丈
学校を卒業して就職した優一の職場の上司。
三上 香織（みかみ かおり）
演 - 雨音めぐみ
優一の職場での先輩。
老師
演 - 不破万作
風花の祖父。白魔法の魔法師として、高度の技と能力を持ち、風花や優一を導いてゆく。
ヴェルヴァン
演 - 高杉亘
黒魔法の魔王。本作の黒幕。

## 用語・アイテム・ロケ地など
- 風花のペンダント – 風花が幼いころ母の愛花から託されたペンダント。その表面には、ケリューケイオンの杖の絵柄と、それを取り囲むように白魔法の根源の神である「ヘルメス」「オフェアリス（オシリスの神）」「エル・カンターレ」の名が刻まれている。
- お振りかえの儀式と魔法 – 相手の運命を、引き取って自分の肉体に取り入れてしまい、相手の運命を改善させてしまう宗教的行為で、かなりの危険が伴う。例えば相手のガンなどの病気を自分の体に引き取って相手の病気を治してしまう魔法手法。映画では優一が、魔法に振り回される風花の運命を、風花を愛するあまり自分に振り替えてしまおうとする[26][31]。
- 大さん橋 – 神奈川県横浜市の山下公園隣にある港湾施設。風花と優一がここ出会うシーンがあり、優一が海や港を眺めながら、お気に入りの音楽 “Hold On” を聞いていた場所。
- 黒魔術 – 奪う愛を源にしている。

## スタッフ
- 制作総指揮・原案：大川隆法
- 監督：清田英樹
- 総合プロデューサー：小田正鏡、佐藤直史 (IRH Press Co.,Ltd)
- プロデューサー：臼田寛明、三觜智大、橋詰太奉、大川愛理沙
- ラインプロデューサー：田中誠一
- 脚本：チーム・アリプロ
- 音楽：水澤有一 (MIZ Music Inc.)
- 撮影：沖村志宏
- 照明：三田村拓
- 美術：丸尾知行
- 装飾：畠山和久
- 録音：山田幸治
- 編集：鈴木真一
- 音響効果：柴崎憲治
- 衣装：渡部祥子
- ヘアメイク：小野かおり
- 助監督：山口晃二
- 制作担当：細谷力
- クリエイティブスーパーバイザー：清田ミシェ
- 製作：幸福の科学出版
- 制作プロダクション：ジャンゴフィルム
- 配給：日活
- 配給協力：東京テアトル

## 主題歌・挿入歌
主題歌「Hold On」
作詞・作曲：大川隆法、歌：大川咲也加
編曲：大川咲也加、水澤有一
イメージソング「夢の時間」
作詞・作曲：大川隆法、歌：千眼美子
編曲：水澤有一
挿入歌「君の魔法に魅せられて」
作詞・作曲：大川隆法、歌：LIGHT

## 音楽ソフト
- Cd＋DVDセット『Hold On』

映画「僕の彼女は魔法使い」主題歌
収録曲：CD 1. Hold On 、2. Hold On (Instrumental)
収録曲：DVD Hold On - Music Video
レーベル：発刊元 幸福の科学出版
型番： W 75
発売日：2018年12月22日
EAN 4582316051052、JAN 4582316051052、ASIN B07KZGKRXQ
- CD 『Hold On』

映画「僕の彼女は魔法使い」主題歌
収録曲：CD 1. Hold On 、2. Hold On (Instrumental)
レーベル：発刊元 幸福の科学出版
型番： C 470
発売日：2018年12月22日
EAN 4582316051045、JAN 4582316051045、ASIN B07L5DTDP1
- CD『夢の時間』

映画「僕の彼女は魔法使い」イメージソング
収録曲： 1.夢の時間、2.夢の時間 -instrumental-
レーベル：ARI MUSIC 、発刊元 アリ・プロダクション、販売 幸福の科学出版
型番： C 468
発売日：2018年12月12日
EAN 4582316051038、JAN 4582316051038、ASIN B07KHTDWWS
- CD 『映画「僕の彼女は魔法使い」オリジナル・サウンドトラック』

形態：2枚組CD
収録曲：〔Disc1〕5曲 、収録時間：28分8秒
1. Hold　On ―映画 主題歌 歌:大川咲也加 ………………… 6:19
2. 夢の時間 ―映画 イメージソング 歌:千眼美子 …………… 4:00
3. 君の魔法に魅せられて ―映画 挿入歌 歌：LIGHT ……… 6:15
4. Hold On -another version-　歌:篠原紗英 ……………… 5:15
5. Hold On (Instrumental) …………………………………… 6:19
〔Disc2〕23曲 、収録時間：63分26秒
レーベル：発刊元 幸福の科学出版
型番： C 471
発売日：2019年2月22日
EAN 4582316051137、JAN 4582316051137、ASIN B07NN65GT9

## 映像ソフト
- Blu-ray『僕の彼女は魔法使い』

収録内容
1. 映画本編映像 97分、日本語字幕、英語字幕、音声ガイド対応
2. 予告編映像 90秒、15秒
3. WEB版 "Hold ON" ミュージック・ビデオ 3分17秒
4. WEB版「夢の時間」ミュージック・ビデオ 1分51秒
5. WEB版「君の魔法に魅せられて」ミュージック・ビデオ 1分50秒
音声：日本語、音声ガイド対応
字幕：日本語、英語
発刊元：幸福の科学出版
型番： K 1238
発売日：2019年7月12日
EAN 4582316051243、JAN 4582316051243、ASIN B07SWQ1ZDY
ISBN 978-4-8233-0090-5、ASIN 4823300904
- DVD通常版『僕の彼女は魔法使い』

収録内容と音声・字幕は、上記 Blu-ray と同じ。
発刊元：幸福の科学出版
型番： K 1237
発売日：2019年7月12日
EAN 4582316051236、JAN 4582316051236、ASIN B07T1CPX5M
ISBN 978-4-8233-0089-9、ASIN 4823300890
- DVDレンタル版『僕の彼女は魔法使い』

収録内容と音声・字幕は、上記 DVD通常版 と同じ。
発刊元：幸福の科学出版
型番： K 1236
発売日：2019年8月??日
EAN 4582316051229、JAN 4582316051229、
- 映像配信、各種動画配信サイトにて配信

ASIN B07TVFHF12 - Amazon Prime